# دوني نييرا
دوني نييرا (بالإسبانية: Donny Neyra)‏ هو مدرب كرة قدم ولاعب كرة قدم بيروفي في مركز الوسط، ولد في 12 يناير 2002 في ليما في بيرو. شارك مع منتخب بيرو لكرة القدم. أما مع النوادي، فقد لعب مع أليانزا ليما وسبورت بويز وكورونل بولوجنسي ونادي لانوس ونادي يونيفرسيتاريو.

## وصلات خارجية
- دوني نييرا على موقع إي إس بي إن إف سي (الإنجليزية)
- دوني نييرا على موقع قاعدة بيانات كرة القدم.إي يو (الإنجليزية)
- دوني نييرا على موقع ناشيونال فوتبول تيمز (الإنجليزية)
- دوني نييرا على موقع Soccerway.com (الإنجليزية)
- دوني نييرا على موقع عالم كرة القدم.نت (الإنجليزية)